# 藤原為忠
藤原 為忠（ふじわら の ためただ）は、平安時代後期の貴族・歌人。左衛門尉・藤原知信の子。大原三寂・常磐三寂の称で知られる藤原為業（寂念）・為経（寂超）・頼業（寂然）兄弟の父。
白河院の近臣。官位こそ高くなかったが、祖父・知綱は白河院の乳母子、父・知信は郁芳門院の乳母子、母は後三条天皇の落胤とされる藤原有佐の娘といった天皇家との深い関係や、安芸守・三河守・丹後守など地方官を歴任して蓄えた豊かな財力を背景に隠然たる勢力を持ち、院に対して殿舎を造進する一方、歌人に対してはパトロン的な役割をも担い、数奇的生活を送った。

## 経歴
生年は明らかでないが、父の知信が嘉保3年（1096年）に21歳の若さで出家していることから、嘉保年間ごろの生まれと想定される。幼少時から院蔵人として白河院に仕え、その寵幸を受ける。当初、藤原姓以外の氏姓を名乗っていたが、白河院の命令により藤原姓に戻されたという。白河院の寵臣であることを示す事例として、以下の記録が残っている。
- 天永2年（1111年）白河院が内密に馬の観閲を行った際に為忠が参仕した[6]。
- 永久元年（1113年）為忠の雑女下人が院女御の半物と称して事件を起こすが、白河院の配慮により穏便に処理された[7]。

のち、六位蔵人や兵衛尉も務めるとともに、皇后宮少進として白河院の三女である皇后・令子内親王にも仕えた。またこの間、以下の通り歌人として藤原顕季の歌合等に参加している。
- 永久4年（1116年）「六条宰相家歌合」に筑前権守為忠の肩書きで左の歌人として参加
- 元永元年（1118年）顕季によって初めて開催された人麻呂供（歌聖柿本人麻呂を祭る儀式）に皇后宮少進の肩書きで参加

元永元年（1118年）従五位下・皇后宮権大進兼安芸守に叙任されると、保安2年（1121年）令子内親王に二条堀河殿を造進して安芸守に重任、保安4年（1123年）二条堀河殿内に内堂を造進して正五位下に加階と、安芸守として蓄えた財産をもって成功により官位を進めた。また、白河院の院宣を受けて源俊頼が編纂し天治元年（1124年）頃に成立した勅撰和歌集 『金葉和歌集』に2首（または4首）入集している。
もとより肥満体質であったが、天治2年（1125年）三河守に転任した頃より、口渇を伴う病気（糖尿病か）となり自邸に引き籠もりがちになる。しかし、白河院次いで待賢門院に女房として仕えた妻・なつともが白河院・鳥羽院の覚えめでたく、為忠は大治2年（1127年）従四位下、長承元年（1132年）従四位上と順調に昇進する一方、天承元年（1131年）には丹後守に転任している。
三河守在任中に「為忠朝臣三河国名所歌合」を主催。丹後国在任中の長承2年（1133年）前後には和歌史上初の結題による百題百首「丹後守為忠朝臣家百首」を企画、為忠・為盛・為業・為経(盛忠)父子、姻戚の藤原忠成・俊成（顕広）兄弟、友人の源仲政・頼政父子が出詠した。しかしこの頃には持病の飲水病が相当悪化しており、長承3年（1134年）2月には危篤に陥って出家したとの風説が立ったが、この時は一命を取り留めた。その後体調が復活したらしく、同年12月には三条烏丸の新御所を造進した功労により正四位下に叙せられた。なお、この際にかつて紀貫之が任ぜられた官職であるとして、為忠は木工権頭に任ぜられている。また、保延元年（1135年）頃には二度目の百首「木工権頭為忠朝臣家百首」を開催し、前回参加した藤原忠成に代わって藤原親隆を加えた8名が出詠している。
保延2年（1136年）卒去。没した時期は明らかでないが、3月23日に子息・為業が鳥羽新御堂供養に奉仕しており、5月10日に藤原俊盛が為忠の後任として丹後守に任ぜられていることから、この間の期間と想定される。
『詞花和歌集』には為忠の歌は1首も入集せず三寂達を失望させたが、『千載和歌集』『新古今和歌集』『新勅撰和歌集」に各1首、『新続古今和歌集』に4首が入集している。

## 官歴
- 嘉承元年（1106年） 日付不詳：上野守[12]
- 嘉承2年（1107年） 7月12日：見院蔵人[13]
- 天永元年（1110年） 正月12日：内蔵人[14]
- 永久元年（1113年） 正月16日：見兵衛尉、一臈[15]
- 永久4年（1116年） 6月4日：見筑前権守[16]
- 時期不詳：皇后宮少進（皇后・令子内親王）[13]
- 元永元年（1118年） 正月19日：兼安芸守[13]。2月7日：見従五位下[13]。8月29日：皇后宮権大進[13]
- 保安2年（1121年） 12月13日：兼安芸守（二条堀河殿造進功労）[17]
- 時期不詳：従五位上
- 保安4年（1123年） 日付不詳：加階（正五位下か[18]。堀河第内堂造進功労）[19]
- 天治元年（1124年） 11月17日：昇殿（五節奉献）[13]
- 天治2年（1125年） 正月15日：三河守[20]
- 大治2年（1127年） 正月3日：従四位下（待賢門院御給）[13]
- 天承元年（1131年） 12月24日：丹後守
- 長承元年（1132年） 2月28日：従四位上[13]
- 長承3年（1134年） 12月19日：正四位下（三条烏丸御所造進功労）[15]、木工権頭[5]
- 保延2年（1136年） 日付不詳：出家（正四位下木工権頭兼丹後守）[21]。3-5月頃：卒去

## 系譜
- 父：藤原知信
- 母：藤原有佐の娘
- 妻：なつとも[15]（橘大夫（橘俊宗?）の娘） - 待賢門院女房
  - 長男：藤原為盛または兼綱（1112-?）[22]
  - 次男：藤原為業（1114-?） - 法名：寂念
  - 三男：藤原為経（1115-?） - 法名：寂超
- 生母不明の子女
  - 四男：藤原頼業（1118-?） - 法名：寂然
  - 男子：兼豪
  - 男子：忠宴
  - 男子：昌忠
  - 女子：藤原光房室 - 参議定長卿母
  - 女子：藤原俊成室 - 後白河院京極局母
  - 女子：平忠盛室? - 平忠度、源雅重室母?